# Кулик, Юрий Николаевич
Юрий Николаевич Кулик (род. 13 апреля 1949, Запорожье) — советский и украинский общественный и профсоюзный деятель, журналист, редактор, педагог. С 11 ноября 2011 года председатель Федерации профсоюзов Украины.

## Образование
Окончил Запорожский государственный педагогический институт, по специальности: учитель украинского языка и литературы.

## Трудовая биография

### Начало журналистской карьеры
После окончания ВУЗа начал работать на журналистской работе. Работал на различных должностях в газете «Сельская жизнь» издаваемой в Софиевском районе Днепропетровской области.

### Комсомольская работа. Начало профсоюзной работы
На комсомольской работе с 1972 года. Работал первым секретарём Софиевского райкома комсомола, руководителем лекторской группы Днепропетровского обкома комсомола, ответственный организатор ЦК ЛКСМУ.
В 1980 году перешёл на работу в профсоюзы. Работал инструктором секретариата и помощником Главы Укрпрофсовета. После объявления независимости Украины стал работать пресс-секретарём Федерации независимых профсоюзов Украины. Оставался на профсоюзной работе вплоть до 1993 года.

### Работа на госслужбе
После ухода с профсоюзной работы, перешёл на госслужбу. Стал заместителем начальника управления Государственной налоговой администрации Украины. Работал главным редактором газеты «Вестник налоговой службы Украины».
После службы в налоговой администрации, стал заместителем руководителя Главного управления организационно-кадровой работы и взаимодействия с регионами — начальником Управления взаимодействия с центральными и местными органами государственной власти Администрации Президента Украины. Был заместителем руководителя группы советников премьер-министра Украины.

### Возвращение на профсоюзную работу
На профсоюзную работу вернулся в 2005 году. Был начальником управления организационной работы аппарата Федерации профсоюзов Украины, секретарём ФПУ и советником Председателя ФПУ.
В марте 2009 года избирается заместителем Председателя ФПУ. В марте 2011 года избран первым заместителем Председателя Федерации профсоюзов Украины.
11 ноября 2011 года на IV заседании Совета ФПУ Ю. Н. Кулик был избран председателем Федерации профсоюзов Украины. На это должности он сменил Василия Хара, который 7 ноября 2011 года ушёл в отставку по собственному желанию.

## Признание и награды
- Заслуженный журналист Украины
- Заслуженный работник профсоюзов Украины
- Почётная грамота КМУ
- Почётная грамота Гловгосслужбы